# Distrito de Marowijne
Marowijne (pronunciado /maroveine/) es uno de los diez distritos en los que se encuentra dividida la república de Surinam. Con una extensión de 4.627 km² y una población de 16.642 habitantes, limita al norte con el océano Atlántico, al este con la Guyana Francesa, al sur con el distrito de Sipaliwini y al oeste con Commewijne y Para.
Marowijne fue antiguamente una zona de difícil acceso. Con el descubrimiento de las minas auríferas en el país, Albina se convirtió en el lugar de paso de los mineros entre su lugar de trabajo y sus países de origen. 
En 1916, con la creación de la Surinaamse Bauxiet Maatschappij comenzó la explotación de las minas de bauxita lo que supuso el desarrollo de la región, especialmente de la localidad Moengo.
Otro suceso de importancia dentro de la historia del distrito es el conflicto bélico ocurrido bajo el mando de Ronnie Brunswijk. El enfrentamiento civil tuvo consecuencias civiles especialmente en las ciudades de Moengo y Albina (siento esta última destruida en gran parte). Muchos habitantes del distrito abandonaron la zona y esto supuso un paro en el desarrollo económico regional.
Tras la finalización del conflicto civil, comenzó la reconstrucción de todos los lugares que habían sido destruidos, lo que supuso el regreso lentamente de toda lo población que había huido previamente.

## Economía
En la zona de Moengo se extraía anteriormente bauxita a través de la Surinaamse Bauxite Maatschappij (actualmente denominada Suralco). Dicha explotación se ha trasladado hoy en día a Coermotibo.

## Atracciones turísticas
- Galibi, famosa reserva de tortugas marinas.
- Langamankondre, pueblo indígena situado a las orillas del río Marowijne.

## División administrativa
Marowijne está subdividido en 6 ressorts:
1. Albina
2. Galibi
3. Moengo
4. Moengotapoe
5. Patamacca
6. Wanhatti